# Доменіко Берарді
Доменіко Берарді (італ. Domenico Berardi; нар. 1 серпня 1994, Каріаті) — італійський футболіст, нападник клубу «Сассуоло» та національної збірної Італії.
На даний момент є рекордним бомбардиром «Сассуоло» за всю історію. Станом на звершення сезону 2023/24 на рахунку Доменіко 142 влучних удари за команду у всіх турнірах.
У складі збірної — чемпіон Європи.

## Клубна кар'єра

### 2012–13: Початок кар'єри
Народився 1 серпня 1994 року в місті Каріаті. Доменіко Берарді вступив в юнацьку академію клубу «Козенца» у віці 13 років, де грав до переходу в «Сассуоло», коли йому було 16. Дебют Берарді в головній команді клубу відбувся 27 серпня 2012 року, свій перший гол в своїй професійній кар'єрі він забив через 5 днів. У листопаді 2012 року ним цікавився цілий ряд англійських клубів, проте футболіст лишився в «Сассуоло».

### 2013–15: Між «Сассуоло» і «Ювентусом»
2 вересня 2013 року «Ювентус» підтвердив через свій офіційний вебсайт, що придбав у «Сассуоло» половину прав на Доменіко Берарді і продав «нероверді» 50 % на Луку Марроне, з умовою, що обидва повинні провести сезон 2013/14 у складі «Сассуоло». 25 вересня 2013 Берарді дебютував в Серії А у виїзному матчі проти «Наполі» (1:1). Перший гол в найвищому італійському дивізіоні забив з пенальті 6 жовтня 2013 року у матчі проти «Парми» (поразка 3:1). У першому переможному гостьовому матчі «нероверді» у Серії A за всю історію Берарді відзначився хет-триком; команда Доменіко перемогла «Сампдорію» з рахунком 3:4. 12 січня 2014 року Берарді забив усі чотири голи своєї команди в переможному матчі проти «Мілана» (4:3). Тим самим він став другим наймолодшим гравцем, який забив чотири голи в одному матчі Серії A (наймолодшим у XXI столітті) і першим гравцем, який забив чотири в матчі чемпіонату проти «Мілана».
У липні 2014 року було підтверджено, що Берарді залишиться в «Сассуоло» на правах оренди ще на один сезон. 17 травня 2015 відзначився хет-триком у матчі проти «Мілана» (3:2). Закінчив сезон чемпіонату Італії 2014–15 з 15 голами та 10 передачами, ставши одним з найкращих асистентів чемпіонату. Доменіко забив 30 голів в Серії A за 59 матчів, ставши наймолодшим гравцем, що досягнув цієї позначки з 1958 року. 25 червня 2015 року «Сассуоло» викупив в «Ювентуса» другу половину прав на футболіста за 10 млн євро.

### 2015–17: Перший виступ в єврокубках
У першому матчі сезону Серії A 2015–16 проти «Наполі» став гравцем матчу, асистувавши Флоро Флоресу; однак у тому матчі Берарді також отримав травму і вибув на кілька тижнів. Свій перший гол у сезоні забив з пенальті в домашньому переможному матчі проти «Лаціо» (2:1) 18 жовтня. За підсумками сезону, «нероверді» зайняли 6-е місце у чемпіонаті, що дозволило команді потрапити до третього кваліфікаційного раунду Ліги Європи УЄФА 2016—17.
28 липня 2016, Берарді дебютував у єврокубках в матчі третього кваліфікаційного раунду Ліги Європи проти «Люцерна» (1:1), забивши перший за всю історію гол «Сассуоло» у континентальних змаганнях. Другий матч цієї стадії закінчився перемогою «Сассуоло» 3:0; сам Доменіко двічі відзначився у воротах суперника. У першій грі раунду плей-оф проти клубу «Црвена Звезда» забив і асистував, чим допоміг своїй команді перемогти з рахунком 3:0. У матчі-відкритті Серії A 2016–17 проти «Палермо» (1:0) Берарді відзначився з пенальті. У матчі-відповіді раунду плей-оф Ліги Європи нападник знову забив; «Сассуоло» вперше потрапило до групового етапу турніру, після чого зайняло 4-е місце у своїй групі.

### 2017–: Подальша кар'єра
24 серпня 2017 року Берарді підписав новий п'ятирічний контракт з «Сассуоло».
1 вересня 2019 року відзначився хет-триком у матчі проти «Сампдорії» (4:1).
17 квітня 2021 року відзначився дублем у грі проти «Фіорентіни» (3:1). У цьому матчі Берарді досяг 100 голів за «нероверді» у всіх змаганнях. У сезоні 2020–21 Берарді забив 17 голів, чим допоміг своєму клубу зайняти 8-е місце у чемпіонаті. Крім того, Доменіко фінішував 8-им у бомбардирській гонці Серії A. 30 квітня 2023 року у домашній грі проти «Емполі» реалізував свій 40-й пенальті в еліті італійського футболу. Станом на завершення сезону 2023/24 посідає п'яте місце в списку кращих пенальтистів в історії серії А (47 влучних ударів).

## Виступи за збірні
2012 року дебютував у складі юнацької збірної Італії, взяв участь у 3 іграх на юнацькому рівні, відзначившись одним забитим голом.
Протягом 2014—2017 років залучався до складу молодіжної збірної Італії. На молодіжному рівні зіграв у 23 офіційних матчах, забив 4 голи.
У складі молодіжної команди Італії був учасником молодіжних чемпіонатів Європи 2015 і 2017 років.
Перший виклик до національної збірної Італії отримав у жовтні 2015 року на матчі кваліфікації до Євро-2016 проти Азербайджану та Норвегії 10 та 13 жовтня відповідно; однак 4 жовтня Берарді отримав м'язову травму в розминці перед матчем «Сассуоло» проти «Емполі», що не дозволило нападнику дебютувати за команду.
Дебютував у складі національної збірної у товариському програшному матчі проти Франції (3:1) 1 червня 2018 року.
11 липня 2021 у складі збірної став чемпіоном Європи, у фіналі разом з командою обігравши збірну Англії у серії пенальті, перший одинадцятиметровий удар за Італію забив саме Берарді.

## Статистика виступів

### Статистика клубних виступів
Станом на 11 липня 2024 року
| Сезон                | Команда              | Чемпіонат            | Чемпіонат | Чемпіонат | Національний кубок | Національний кубок | Національний кубок | Континентальні кубки | Континентальні кубки | Континентальні кубки | Інші змагання | Інші змагання | Інші змагання | Усього | Усього |
| Сезон                | Команда              | Ліга                 | Ігор      | Голів     | Ліга               | Ігор               | Голів              | Ліга                 | Ігор                 | Голів                | Ліга          | Ігор          | Голів         | Ігор   | Голів  |
| -------------------- | -------------------- | -------------------- | --------- | --------- | ------------------ | ------------------ | ------------------ | -------------------- | -------------------- | -------------------- | ------------- | ------------- | ------------- | ------ | ------ |
| 2012–13              | «Сассуоло»           | B                    | 37        | 11        | КІ                 | 2                  | 0                  | -                    | -                    | -                    | -             | -             | -             | 39     | 11     |
| 2013–14              | «Сассуоло»           | A                    | 29        | 16        | КІ                 | 1                  | 0                  | -                    | -                    | -                    | -             | -             | -             | 30     | 16     |
| 2014–15              | «Сассуоло»           | A                    | 32        | 15        | КІ                 | 2                  | 0                  | -                    | -                    | -                    | -             | -             | -             | 34     | 15     |
| 2015–16              | «Сассуоло»           | A                    | 29        | 7         | КІ                 | 2                  | 0                  | -                    | -                    | -                    | -             | -             | -             | 31     | 7      |
| 2016–17              | «Сассуоло»           | A                    | 21        | 5         | КІ                 | 0                  | 0                  | ЛЄ                   | 4                    | 5                    | -             | -             | -             | 25     | 10     |
| 2017–18              | «Сассуоло»           | A                    | 31        | 4         | КІ                 | 2                  | 1                  | -                    | -                    | -                    | -             | -             | -             | 33     | 5      |
| 2018–19              | «Сассуоло»           | A                    | 35        | 8         | КІ                 | 2                  | 2                  | -                    | -                    | -                    | -             | -             | -             | 37     | 10     |
| 2019–20              | «Сассуоло»           | A                    | 31        | 14        | КІ                 | 1                  | 0                  | -                    | -                    | -                    | -             | -             | -             | 32     | 14     |
| 2020–21              | «Сассуоло»           | A                    | 30        | 17        | КІ                 | 0                  | 0                  | -                    | -                    | -                    | -             | -             | -             | 30     | 17     |
| 2021-22              | «Сассуоло»           | A                    | 33        | 15        | КІ                 | 1                  | 0                  | -                    | -                    | -                    | -             | -             | -             | 34     | 15     |
| 2022-23              | «Сассуоло»           | A                    | 26        | 12        | КІ                 | 1                  | 1                  | -                    | -                    | -                    | -             | -             | -             | 27     | 13     |
| 2023-24              | «Сассуоло»           | A                    | 17        | 9         | КІ                 | 1                  | 0                  | -                    | -                    | -                    | -             | -             | -             | 18     | 9      |
| Усього за «Сассуоло» | Усього за «Сассуоло» | Усього за «Сассуоло» | 351       | 133       |                    | 15                 | 4                  |                      | 4                    | 5                    |               | -             | -             | 370    | 142    |
| Усього за кар'єру    | Усього за кар'єру    | Усього за кар'єру    | 351       | 133       |                    | 15                 | 4                  |                      | 4                    | 5                    |               | -             | -             | 370    | 142    |

### Статистика виступів за збірну
Станом на 11 липня 2021
| Дата       | Місто             | Господарі            | Результат               | Гості             | Турнір                               | Голи | Примітки |
| ---------- | ----------------- | -------------------- | ----------------------- | ----------------- | ------------------------------------ | ---- | -------- |
| 1-6-2018   | Ніцца             | Франція              | 3 – 1                   | Італія            | товариський матч                     | -    | 74'      |
| 10-9-2018  | Лісабон           | Португалія           | 1 – 0                   | Італія            | Ліга націй УЄФА 2018-2019 - 1-й етап | -    | 59' 70'  |
| 10-10-2018 | Генуя             | Італія               | 1 – 1                   | Україна           | товариський матч                     | -    | 78'      |
| 17-11-2018 | Мілан             | Італія               | 0 – 0                   | Португалія        | Ліга націй УЄФА 2018-2019 - 1-й етап | -    | 87'      |
| 20-11-2018 | Генк              | Італія               | 1 – 0                   | США               | товариський матч                     | -    | 61'      |
| 7-10-2020  | Флоренція         | Італія               | 6 – 0                   | Молдова           | товариський матч                     | 1    | 75'      |
| 11-10-2020 | Гданськ           | Польща               | 0 – 0                   | Італія            | Ліга націй УЄФА 2020-2021 - 1-й етап | -    | 83'      |
| 15-11-2020 | Реджо-нель-Емілія | Італія               | 2 – 0                   | Польща            | Ліга націй УЄФА 2020-2021 - 1-й етап | 1    | 64'      |
| 18-11-2020 | Сараєво           | Боснія і Герцеговина | 0 – 2                   | Італія            | Ліга націй УЄФА 2020-2021 - 1-й етап | 1    | 82'      |
| 25-3-2021  | Парма             | Італія               | 2 – 0                   | Північна Ірландія | Відбір до ЧС 2022                    | 1    | 75'      |
| 4-6-2021   | Болонья           | Італія               | 4 – 0                   | Чехія             | товариський матч                     | 1    | 77'      |
| 11-6-2021  | Рим               | Туреччина            | 0 – 3                   | Італія            | ЧЄ 2020 - 1-й етап                   | -    | 86'      |
| 16-6-2021  | Рим               | Італія               | 3 – 0                   | Швейцарія         | ЧЄ 2020 - 1-й етап                   | -    | 70'      |
| 26-6-2021  | Лондон            | Італія               | 2 – 1 д.ч.              | Австрія           | ЧЄ 2020 - 1/8 фіналу                 | -    | 84'      |
| 2-7-2021   | Мюнхен            | Бельгія              | 1 – 2                   | Італія            | ЧЄ 2020 - чвертьфінал                | -    | 79' 90'  |
| 6-7-2021   | Лондон            | Італія               | 1 – 1 д.ч. (4 – 2 п.п.) | Іспанія           | ЧЄ 2020 - півфінал                   | -    | 61'      |
| 11-7-2021  | Лондон            | Італія               | 1 – 1 д.ч. (3 – 2 п.п.) | Англія            | ЧЄ 2020 - Фінал                      | -    | 55'      |
| Усього     |                   | Матчів               | 17                      |                   | Голів                                | 5    |          |

| Дата       | Місто                     | Господарі  | Результат | Гості      | Турнір                             | Голи | Примітки |
| ---------- | ------------------------- | ---------- | --------- | ---------- | ---------------------------------- | ---- | -------- |
| 4-6-2014   | Кастель-ді-Сангро         | Італія     | 4 – 0     | Чорногорія | Товариський матч                   | -    | 28'      |
| 13-8-2014  | Плоєшті                   | Румунія    | 2 – 1     | Італія     | Товариський матч                   | -    | 77'      |
| 5-9-2014   | Пескара                   | Італія     | 3 – 2     | Сербія     | Кваліфікація молодіжного Євро-2015 | 1    | 42' 86'  |
| 9-9-2014   | Кастель-ді-Сангро         | Італія     | 7 – 1     | Кіпр       | Кваліфікація молодіжного Євро-2015 | -    | 60'      |
| 10-10-2014 | Злате Моравце             | Словаччина | 1 – 1     | Італія     | Кваліфікація молодіжного Євро-2015 | -    |          |
| 14-10-2014 | Реджо-нель-Емілія         | Італія     | 3 – 1     | Словаччина | Кваліфікація молодіжного Євро-2015 | -    | 60' 86'  |
| 17-11-2014 | Матера                    | Італія     | 0 – 1     | Данія      | Товариський матч                   | -    | 72'      |
| 27-3-2015  | Падерборн                 | Німеччина  | 2 – 2     | Італія     | Товариський матч                   | -    | 90+2'    |
| 30-3-2015  | Беневенто                 | Італія     | 0 – 1     | Сербія     | Товариський матч                   | -    | 47'      |
| 18-6-2015  | Оломоуць                  | Італія     | 1 – 2     | Швеція     | Молодіжне Євро-2015 - 1-й етап     | 1    |          |
| 21-6-2015  | Угерске Градіште          | Італія     | 0 – 0     | Португалія | Молодіжне Євро-2015 - 1-й етап     | -    |          |
| 24-6-2015  | Оломоуць                  | Англія     | 1 – 3     | Італія     | Молодіжне Євро-2015 - 1-й етап     | -    | 63'      |
| 13-11-2015 | Новий Сад                 | Сербія     | 1 – 1     | Італія     | Кваліфікація молодіжного Євро-2017 | -    |          |
| 17-11-2015 | Кастель-ді-Сангро         | Італія     | 2 – 0     | Литва      | Кваліфікація молодіжного Євро-2017 | 1    | 86'      |
| 24-3-2016  | Вотерфорд                 | Ірландія   | 1 – 4     | Італія     | Кваліфікація молодіжного Євро-2017 | -    | 65'      |
| 29-3-2016  | Андорра-ла-Велья          | Андорра    | 0 – 1     | Італія     | Кваліфікація молодіжного Євро-2017 | -    | 86'      |
| 2-6-2016   | Венеція                   | Італія     | 0 – 1     | Франція    | Товариський матч                   | -    | кап. 56' |
| 10-8-2016  | Сан-Бенедетто-дель-Тронто | Італія     | 0 – 0     | Албанія    | Товариський матч                   | -    | кап. 60' |
| 23-3-2017  | Краків                    | Польща     | 1 – 2     | Італія     | Товариський матч                   | -    | 61'      |
| 27-3-2017  | Рим                       | Італія     | 1 – 2     | Іспанія    | Товариський матч                   | -    | 90+2'    |
| 18-6-2017  | Краків                    | Данія      | 0 – 2     | Італія     | Молодіжне Євро-2017 - 1-й етап     | -    | 67'      |
| 21-6-2017  | Тихи                      | Чехія      | 3 – 1     | Італія     | Молодіжне Євро-2017 - 1-й етап     | 1    | 29'      |
| 24-6-2017  | Краків                    | Італія     | 1 – 0     | Німеччина  | Молодіжне Євро-2017 - 1-й етап     | -    | 32' 85'  |
| Усього     |                           | Матчів     | 23        |            | Голів                              | 4    |          |

## Титули і досягнення
- Чемпіон Європи: 2020
- Найкращий гравець Серії Б: 2013
- Найкращий молодий футболіст року в Італії: 2014